# ون نایز (لس آنجلس)
ون نایز، لس آنجلس (به انگلیسی: Van Nuys, Los Angeles) یک شهرک است که در کالیفرنیا، ایالات متحده آمریکا واقع شده‌است.

## خصوصیات
ون نایز ۱۳۶٬۴۴۳ نفر جمعیت دارد و ۲۱۷ متر بالاتر از سطح دریا واقع شده‌است.

## خواهرخوانده
شهر سوسه خواهرخواندهٔ ون نایس، لس آنجلس هست.

## نگارخانه

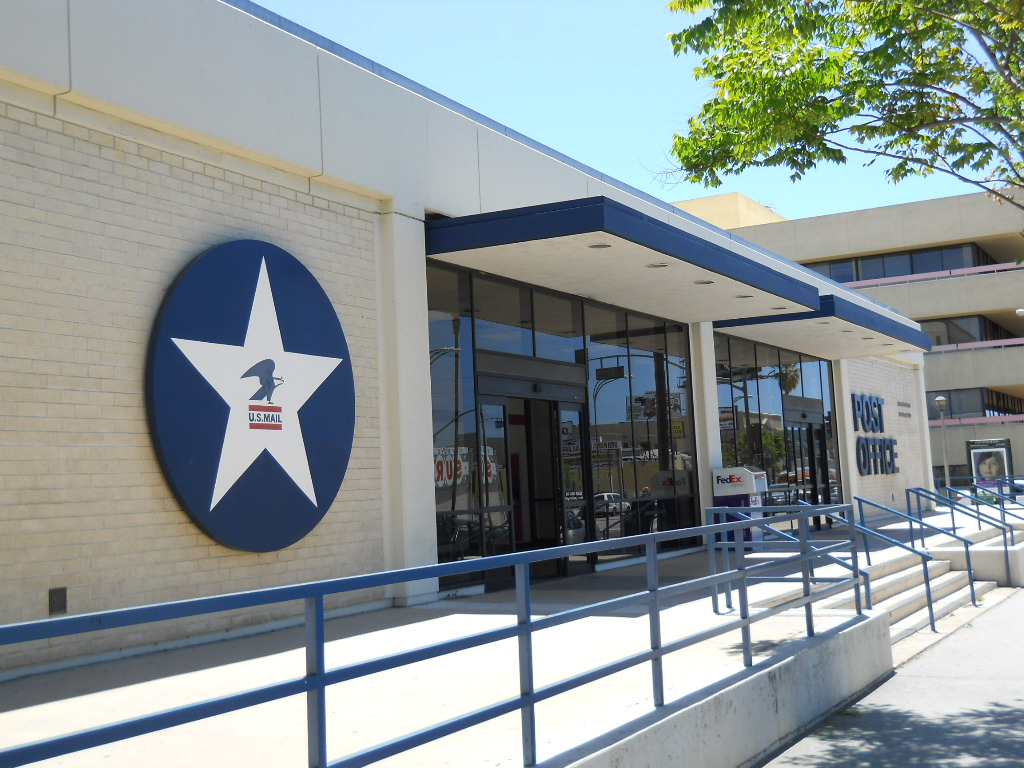
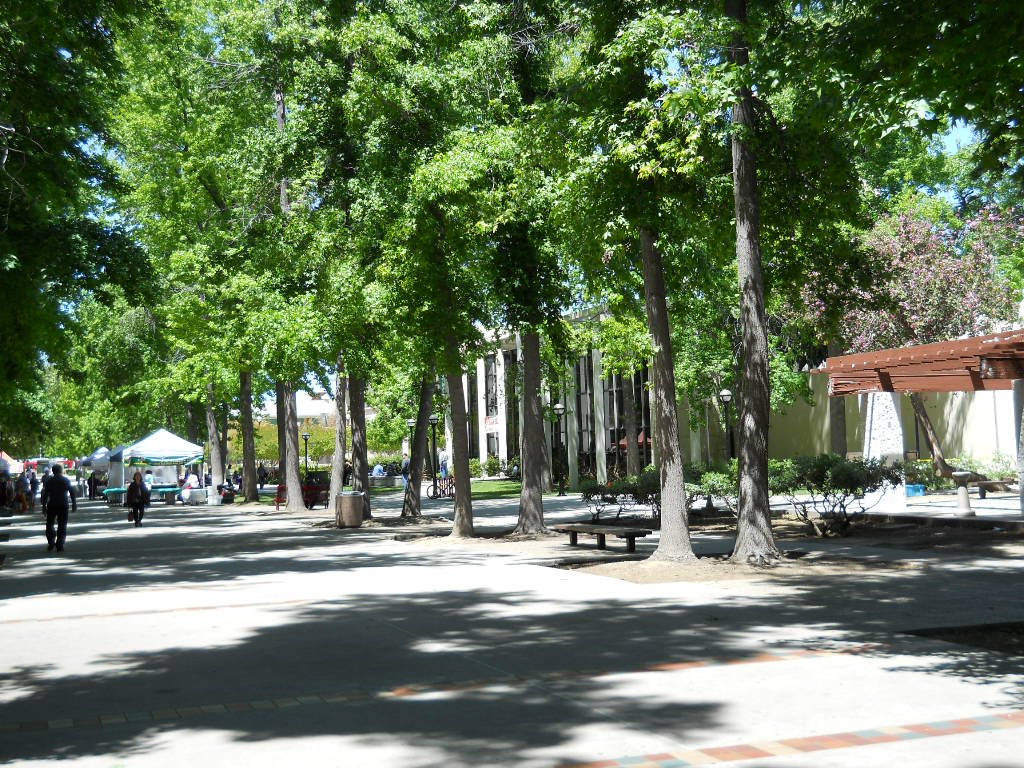
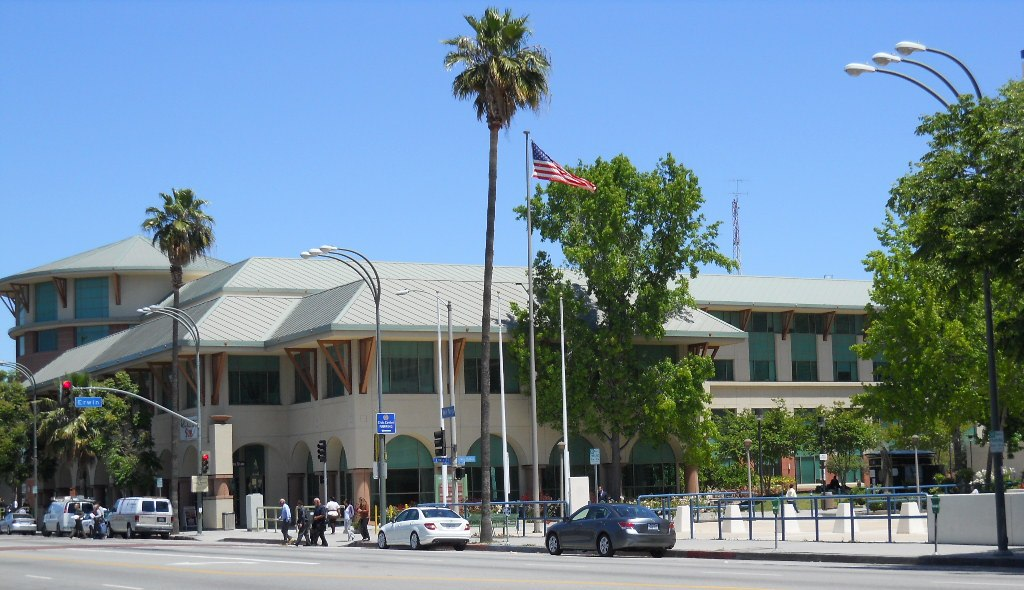
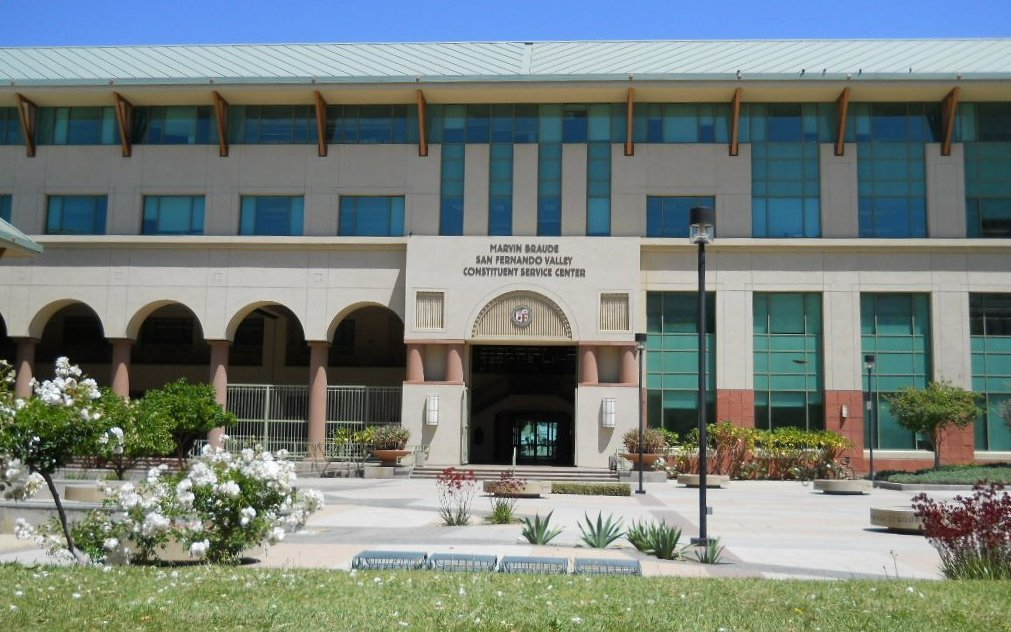
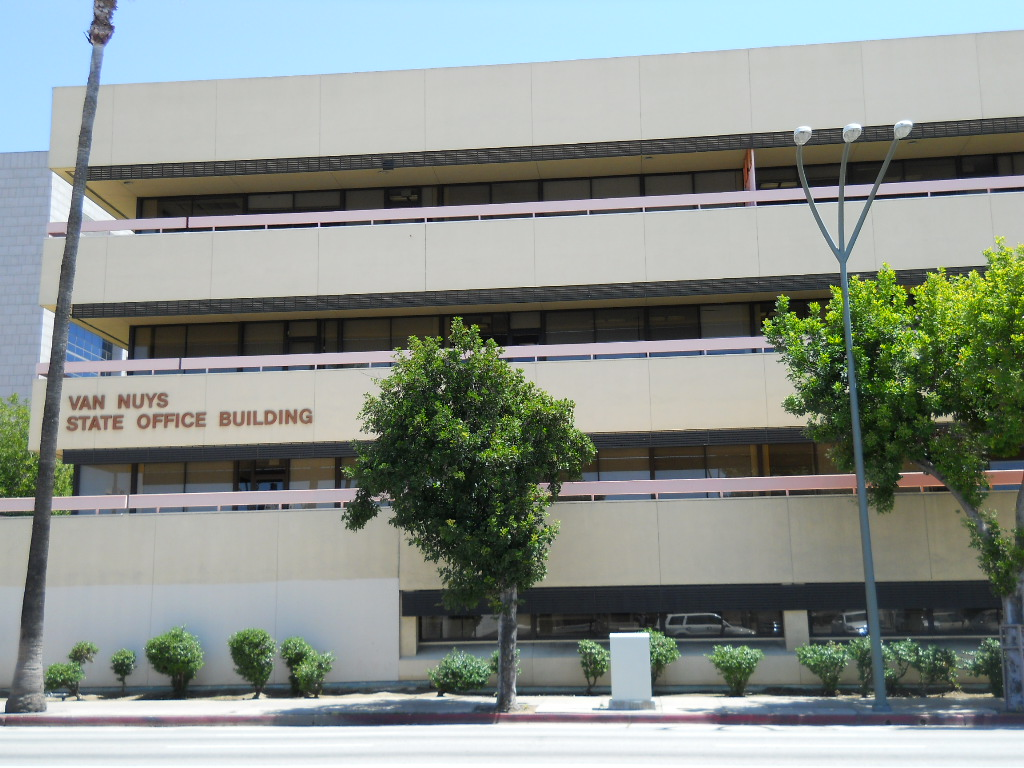
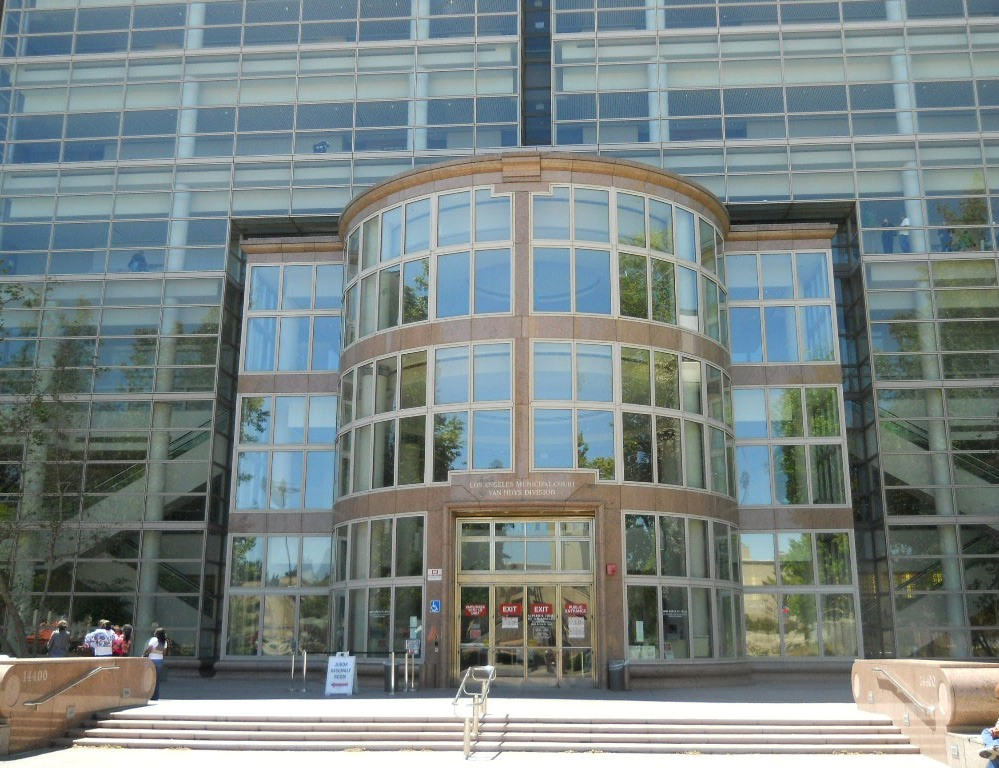
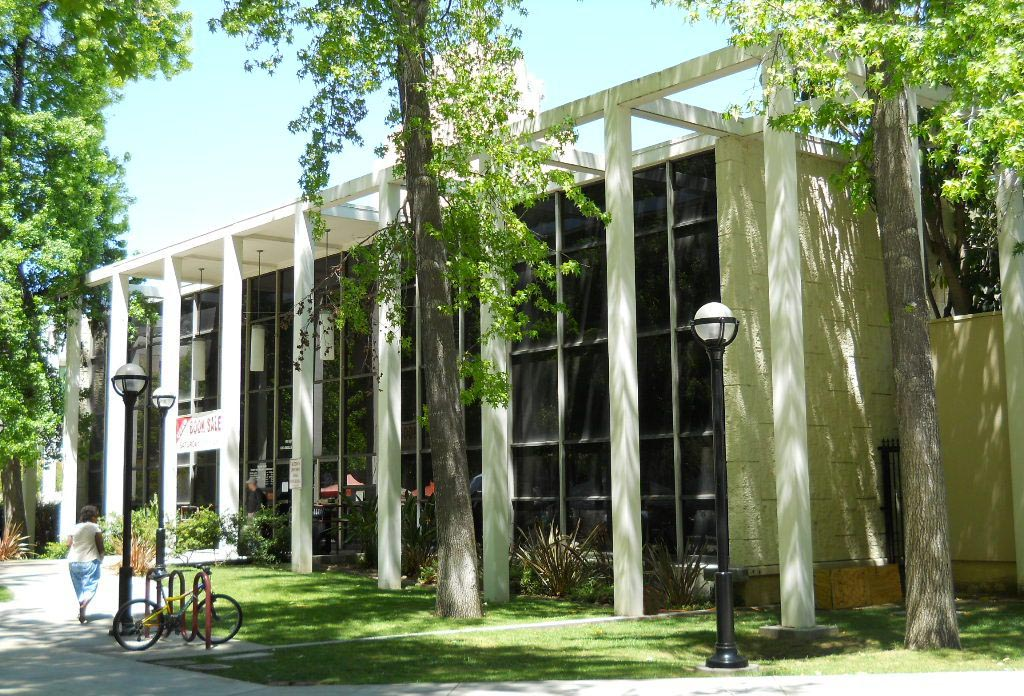
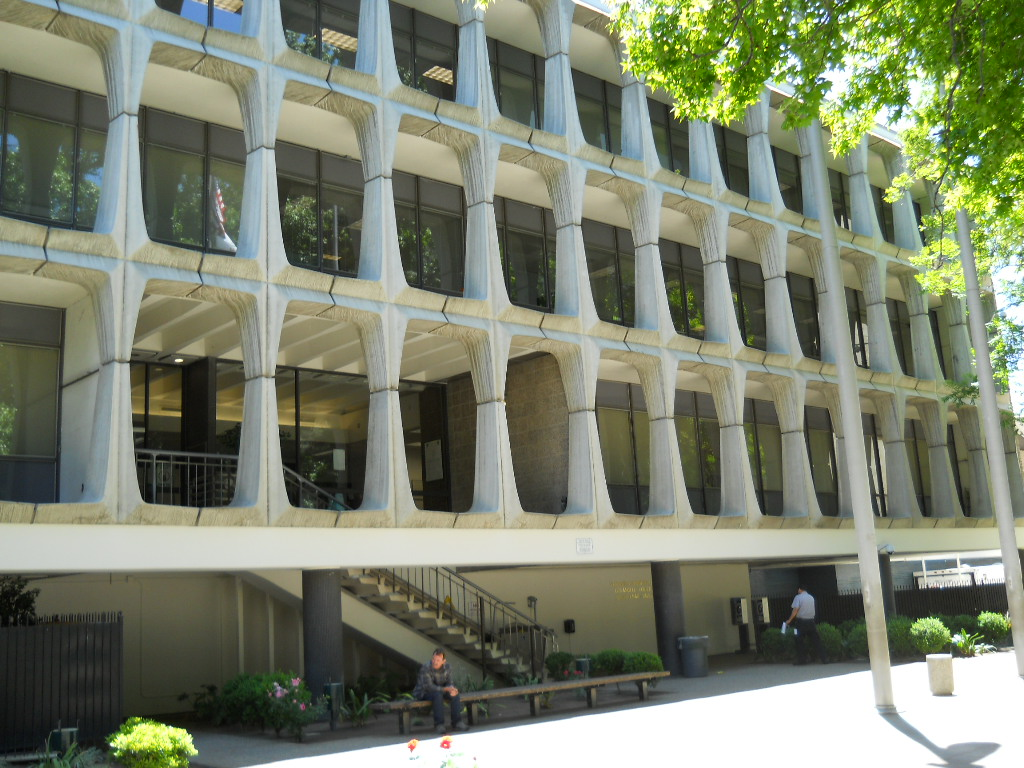
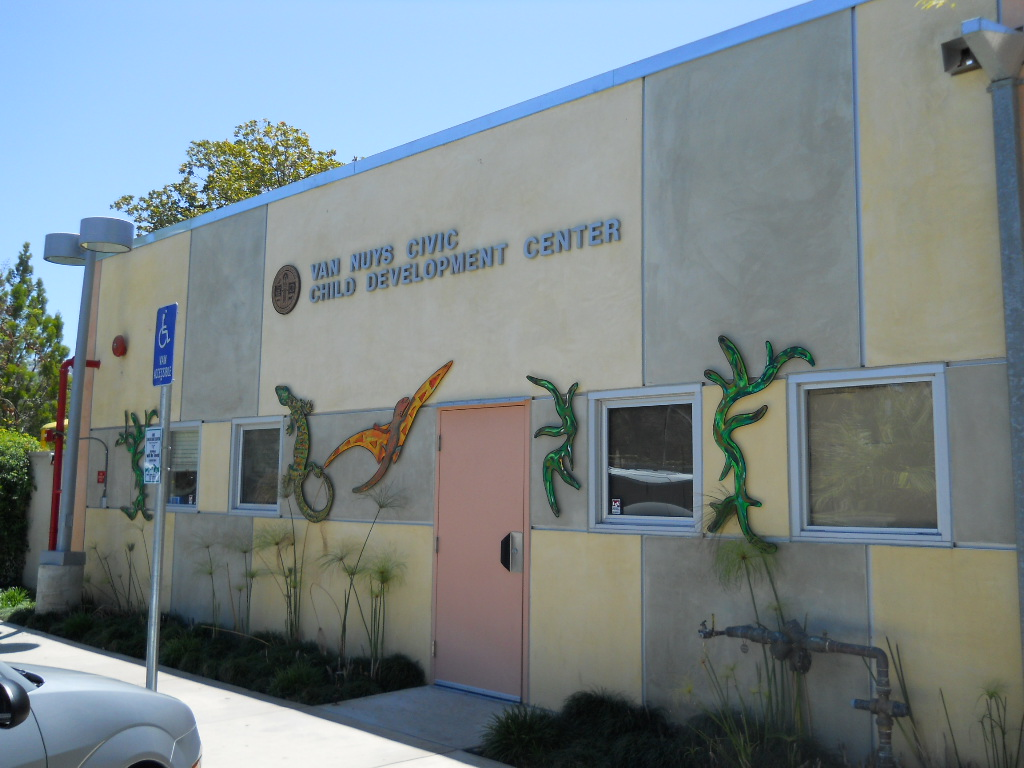
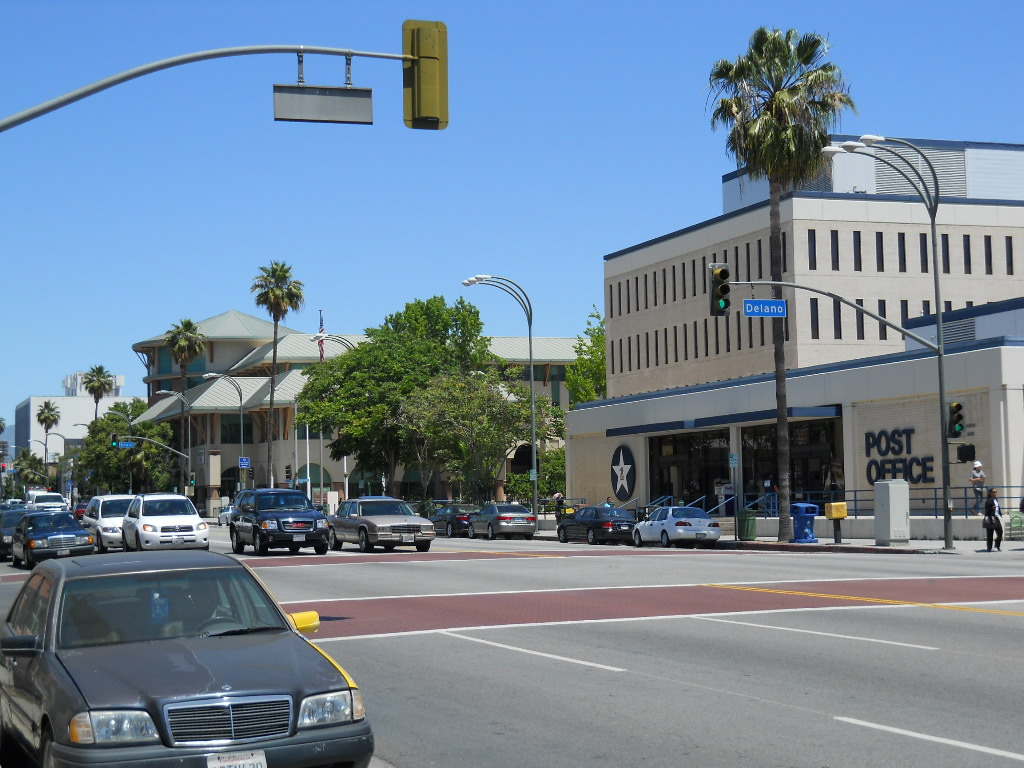
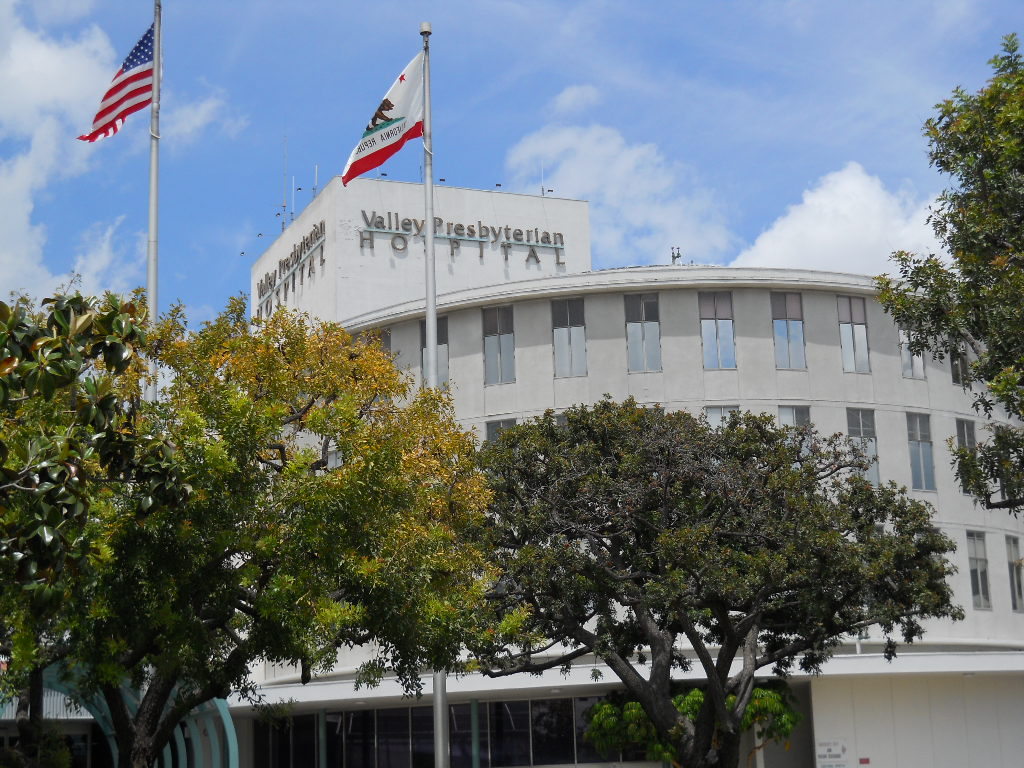